# ۵۴۲۴ کاوینگتون
سیارک ۵۴۲۴ (به انگلیسی: 5424 Covington، نامگذاری:1983TN1) پنج هزار و چهارصد و بیست و چهارمین سیارک کشف شده‌است که در ۱۲ اکتبر ۱۹۸۳ کشف شد.
قدر مطلق سیارک برابر ۱۳٫۳۰ است.